# Миешти (Олт)
Миешти (рум. Miești) насеље је у Румунији у округу Олт у општини Кунгреа. Oпштина се налази на надморској висини од 281 m.

## Становништво
Према подацима из 2002. године у насељу је живело 210 становника, од којих су сви румунске националности.